# Riegelsville
Riegelsville är en kommun (borough) i Bucks County i Pennsylvania. Vid 2010 års folkräkning hade Riegelsville 868 invånare.